# توحيده (فلم)
توحيده هو فيلم مصري، من تأليف نجيب محفوظ وإخراج حسام الدين مصطفى، ومن إنتاج ماجدة الخطيب، ومن توزيع معامل مدينة السينما بطولة كل من ماجدة الخطيب، فريد شوقي، رشدي أباظة، نور الشريف، سناء جميل ومدير التصوير إبراهيم صالح.

## ملخص القصة
تربط علاقة حب بين توحيدة وحسين الذي يسافر إلى الخارج لتحسين أحواله المادية وتصبح توحيدة حامًلا وتضطر للزواج من رجل ثري للتستر على الفضيحة، ولكن عودة حسين تغير مجرى حياتها.

## طاقم العمل

### تمثيل
- ماجدة الخطيب (توحيده)
- فريد شوقي (خميس - أبو حسين)
- رشدي أباظة (سعيد)
- نور الشريف (حسين)
- سناء جميل (أم توحيده)
- فاروق يوسف (صديق نور الشريف)
- أميرة (حسنه بنت الخاله)
- فاروق فلوكس (الخواجة اليوناني)
- محمد أبو حشيش (عرفه)
- عبدالحميد أنيس
- أديب الطرابلسي
- حسين عبدالفتاح (صابر ابن حسين)

### إخراج
- حسام الدين مصطفى (مخرج)
- أحمد السبعاوي (مخرج مساعد)
- نجيب إسكندر (مساعد مخرج ثاني
- نادية حمزة (سكريبت)
- سيد فضل (كلاكيت)

### ماكياج
- رمضان إمام (ماكيير)
- سامي صيام (مساعد ماكيير)
- فاطمة بكري (كوافير)
- محمود رشاد (كوافير)

### إنتاج
- أفلام 656 (ماجدة الخطيب) (الإنتاج)
- فتحي الحداد (مدير الإنتاج)
- أحمد الخطيب (م. إنتاج)
- ماجدة الخطيب (منتجة)

### تأليف
- نجيب محفوظ (الإعداد السينمائي)
- صبري عزت (سيناريو وحوار)
- سيد حجاب (كلمات الأغاني)

### معمل
- معامل مدينة السينما (مدينة السينما) (الطبع وتصحيح الألوان)
- ستوديو مصر (التحميض)
- حسن عيسى (مدير المعامل)

### صوت
- نصري عبد النور (كبير مهندسي الصوت)
- أفلام مركز الصوت والصورة (أعمال الصوت والمكساج)
- عباس بسيوني (تسجيل الحوار)

### مونتاج
- حسين أحمد (مونتير)
- صلاح خليل (مركب الفيلم)
- ليلى السايس (نيجاتيف)

### تصوير
- إبراهيم صالح (مدير التصوير)
- سمير بهزان (م. مصور)

### ديكور
- نهاد بهجت (مهندس الديكور ومنسق المناظر)
- محمد كامل (م. تنسيق المناظر)

### توزيع
- أفلام إيهاب الليثي (موزع داخلي)
- أفلام 656 (ماجدة الخطيب) (موزع خارجي)

### موسيقى
- محمد نوح (الموسيقى التصويرية والغناء)

### كاستينج
- جلال زهرة (ريجيسير)

### فوتوغرافيا
- محمد بكر (مصور فوتوغرافيا)

### جرافيكس
- نوال (العناوين)